# Auvet-et-la-Chapelotte
Auvet-et-la-Chapelotte ist eine französische Gemeinde Département Haute-Saône in der Region Bourgogne-Franche-Comté.

## Geographie
Auvet-et-la-Chapelotte liegt auf einer Höhe von 211 m über dem Meeresspiegel, neun Kilometer nordwestlich von Gray und etwa 40 Kilometer nordöstlich der Stadt Dijon (Luftlinie). Das Dorf erstreckt sich im äußersten Westen des Départements, westlich des Saônetals, in der Talniederung des Ruisseau des Écoulottes.
Die Fläche des 14,43 km² großen Gemeindegebiets umfasst einen Abschnitt im Bereich des Plateaus nördlich der Ebene von Gray. Von Norden nach Süden wird das Gebiet von der Talniederung des Ruisseau des Écoulottes durchquert, der für die Entwässerung zur Saône sorgt. Bei Auvet umfließt der Bach in einem Bogen den Mont d’Auvet (232 m). Die Talaue ist im oberen Teil relativ schmal, im unteren Teil maximal einen Kilometer breit und bildete früher eine Moorniederung. Der Bach speist mehrere Fischweiher. 
Flankiert wird das Tal auf beiden Seiten von einem Plateau, das durchschnittlich auf 240 m liegt. Es wird durch verschiedene Mulden untergliedert, die sich zum Ruisseau des Écoulottes hin öffnen, insbesondere die Combe Rabeute und die Combe Chauvirey. Nur wenige dieser Seitentälchen zeigen ein oberirdisches Fließgewässer. Die Hochfläche besteht aus einer Wechsellagerung von kalkigen und sandig-mergeligen Sedimenten des Oberjura und des Tertiär. Weite Teile des Plateaus werden landwirtschaftlich genutzt, doch gibt es auch größere Waldflächen, darunter der Bois du Courtot und der Bois du Pontot im Osten sowie der Grand Bois im Süden. Westlich des Dorfes befindet sich die Hochfläche des Champ Maréchal. Hier wird mit 261 m die höchste Erhebung von Auvet-et-la-Chapelotte erreicht.
Die Gemeinde besteht aus mehreren Ortsteilen:
- Auvet (211 m) im Tal des Ruisseau des Écoulottes
- Bley (208 m) am Ruisseau des Écoulottes
- La Chapelotte (205 m) am südlichen Talrand des Ruisseau des Écoulottes

Nachbargemeinden von Auvet-et-la-Chapelotte sind Vars und Oyrières im Norden, Chargey-lès-Gray im Osten, Bouhans-et-Feurg und Autrey-lès-Gray im Süden sowie Fahy-lès-Autrey im Westen.

## Geschichte
Auf dem Mont d’Auvet befand sich vermutlich bereits im 4. Jahrhundert ein befestigter Siedlungsplatz. Eine erste frühchristliche Kirche wurde im 9. oder 10. Jahrhundert zerstört. Im Mittelalter gehörte Auvet zur Freigrafschaft Burgund und darin zum Gebiet des Bailliage d’Amont. Für die Entwicklung des Ortes seit dem 12. Jahrhundert sorgten die Mönche des nahegelegenen Klosters Theuley. Sie gründeten hier eine Grangie, eine Gießerei (1455 belegt) und legten mehrere Fischweiher an. Zusammen mit der Franche-Comté gelangte Auvet mit dem Frieden von Nimwegen 1678 definitiv an Frankreich. Zu einer Gebietsveränderung kam es 1805, als die vorher selbständige Gemeinde La Chapelotte (1800: 85 Einwohner) mit Auvet zu Auvet-et-la-Chapelotte fusionierte. Seit Anfang 2008 ist Auvet-et-la-Chapelotte Mitglied des 14 Ortschaften umfassenden Gemeindeverbandes Communauté de communes des Quatre Vallées.

## Sehenswürdigkeiten
Die Dorfkirche von Auvet wurde im 19. Jahrhundert neu erbaut und beherbergt unter anderem Statuen aus dem 17. Jahrhundert. Überreste einer karolingischen Basilika befinden sich auf dem Mont d’Auvet. Zu den weiteren Sehenswürdigkeiten zählen der ehemalige Herrschaftssitz Château d'Auvet und ein Lavoir von 1820, dessen Dach von 10 Säulen getragen wird.

## Bevölkerung
| Einwohner                  | 225 | 220 | 213 | 210 | 240 | 266 |
| Quellen: Cassini und INSEE |     |     |     |     |     |     |

Mit 267 Einwohnern (2005) gehört Auvet-et-la-Chapelotte zu den kleineren Gemeinden des Département Haute-Saône. Nachdem die Einwohnerzahl in der ersten Hälfte des 20. Jahrhunderts deutlich abgenommen hatte (1901 wurden noch 425 Personen gezählt), wurde seit Beginn der 1980er Jahre wieder ein leichtes Bevölkerungswachstum verzeichnet.

## Wirtschaft und Infrastruktur
Auvet-et-la-Chapelotte war lange Zeit ein vorwiegend durch die Landwirtschaft (Ackerbau, Obstbau und Viehzucht) und die Forstwirtschaft geprägtes Dorf. Die Wasserkraft des Ruisseau des Écoulottes wurde für den Betrieb von Mühlen genutzt, und in Bley befand sich eine Gießerei. Heute gibt es einige Betriebe des lokalen Kleingewerbes. In den letzten Jahrzehnten hat sich das Dorf zu einer Wohngemeinde gewandelt. Viele Erwerbstätige sind deshalb Wegpendler, die in den größeren Ortschaften der Umgebung und im Raum Gray ihrer Arbeit nachgehen.
Die Ortschaft liegt abseits der größeren Durchgangsachsen an einer Departementsstraße, die von Autrey-lès-Gray nach Écuelle führt. Weitere Straßenverbindungen bestehen mit Chargey-lès-Gray und Fahy-lès-Autrey.

## Persönlichkeiten
- Claude François Ferey (1771–1812), General der Kavallerie
- Jean-Henri Tugnot de Lanoye (1744–1804), französischer Brigadegeneral der Revolutionskriege